# زايد الكثيري
زايد الكثيري (مواليد 25 أبريل 1991، لاعب كرة قدم إماراتي يجيد اللعب كلاعب وسط .

## مسيرته الإحترافية
مثل نادي الوحدة في الفئات السنية و وصل للفريق الأول عام 2010 و لعب معهم حتى عام 2014 و وقع مع نادي دبي عام 2015 و و وقع مع نادي العروبة عام 2016 و وقع مع نادي خورفكان عام 2017 .